# Article 4 de la Charte canadienne des droits et libertés
L'article 4 de la Charte canadienne des droits et libertés est un des trois articles de la Charte des droits de la Constitution du Canada garantissant les droits démocratiques. Comme les citoyens canadiens ont le droit d'élire les députés de la Chambre des communes du Canada et des législatures provinciales (et le droit de se faire élire) en vertu de l'article 3 de la Charte, l'article 4 dispose que ces élections doivent avoir lieu au moins à tous les 5 ans. Une exception est prévue au paragraphe 4(2) : en cas de guerre ou d'insurrection, un vote d'au moins deux tiers des députés de la Chambre des communes ou d'une assemblée législative provinciale peut prolonger la durée d'une législature.

## Texte
Sous la rubrique des Droits démocratiques, la section se lit comme suit :

« 4. (1) Le mandat maximal de la Chambre des communes et des assemblées législatives est de cinq ans à compter de la date fixée pour le retour des brefs relatifs aux élections générales correspondantes.

(2) Le mandat de la Chambre des communes ou celui d'une assemblée législative peut être prolongé respectivement par le Parlement ou par la législature en question au-delà de cinq ans en cas de guerre, d'invasion ou d'insurrection, réelles ou appréhendées, pourvu que cette prolongation ne fasse pas l'objet d'une opposition exprimée par les voix de plus du tiers des députés de la Chambre des communes ou de l'assemblée législative. »

— Article 4 de la Charte canadienne des droits et libertés

## Historique
L'article 4 est entré en vigueur, avec la Charte et la Loi constitutionnelle de 1982, en 1982. Toutefois, des dispositions similaires existaient dans la constitution canadienne depuis longtemps. Par exemple, la durée maximale d'une législature de la Chambre des communes avait été fixée à cinq ans dans l'article 50 de la Loi constitutionnelle de 1867. Il se lit comme suit :

« 50. La durée de la Chambre des Communes ne sera que de cinq ans, à compter du jour du rapport des brefs d'élection, à moins qu'elle ne soit plus tôt dissoute par le gouverneur-général. »

— Article 50 de la Loi constitutionnelle de 1867
Bien que l'article 50 désigne le Gouverneur général du Canada comme la personne ayant le pouvoir de déclencher des élections avant l'expiration de la législature, le Gouverneur général n'agit habituellement que sur conseil du Premier ministre du Canada (l'article 4 de la Charte ne désigne pas de manière spécifique la personne ayant ce pouvoir). Le premier ministre peut déclencher des élections anticipées simplement parce qu'il juge que le temps est opportun, ou parce qu'il est confronté à une motion de défiance, ce qui était également le cas avant l'entrée en vigueur de l'article 4.
En 1916, une exception à la règle des cinq ans a permis à la Chambre des communes de siéger plus longtemps que cinq ans, mais cela a nécessité un amendement constitutionnel par l'Acte de l'Amérique du Nord britannique de 1916. La règle devait également être consacré dans la charte de droits de la proposition constitutionnelle de 1971, la Charte de Victoria ; toutefois, celle-ci ne fut jamais adoptée.
L'alinéa 4(2) a remplacé la Loi n°2 de 1949 sur l'Amérique du Nord britannique, abrogé en 1982. Cette Loi avait modifié le partage des pouvoirs dans la Loi constitutionnelle de 1867 en y ajoutant l'alinéa 91(1). Cet article affirmait que le Parlement pouvait modifier certains aspects de la constitution de façon unilatérale. Une règle que le Parlement ne pouvait modifier de façon unilatérale était celle de la durée maximale de cinq ans d'une législature, à moins qu'une guerre ou une rébellion pousse au moins deux tiers des députés à voter pour une prolongation. L'article disposait en ces termes :

« ...la limitation du mandat de la Chambre des communes à cinq ans à compter de la date fixée pour le retour des brefs relatifs aux élections générales correspondantes, le mandat de la Chambre des communes pouvant toutefois être prolongé par le Parlement du Canada en cas de guerre, d'invasion ou d'insurrection, réelles ou appréhendées, pourvu que cette prolongation ne fasse pas l'objet d'une opposition exprimée par les voix de plus du tiers des députés de cette chambre. »

— Loi n°2 de 1949 sur l'Amérique du Nord britannique

## Interprétation
L'article 4 fut examiné par la Cour du Banc de la Reine de l'Alberta dans le cadre de l'affaire Atkins et autres c. Ville de Calgary (1994). En Alberta, lorsque sont tenues les élections municipales, les travaux en cours sur les projets de lois peuvent être poursuivis lorsque le nouveau conseil municipal se réunit. Ceci est inhabituel ; au niveau fédéral et provincial, ces législations expirent et doivent être présentées de nouveau. On affirmait que puisque le conseil municipal ne cesse jamais ses opérations même pour les élections, ce serait une violation de l'article 4 ; même si les municipalités ne sont pas mentionnés à l'article 4, elles sont sous le contrôle des provinces, qui elles sont liées par cet article. Toutefois, la cour a refusé d'accepter l'argument voulant que simplement du fait que le conseil municipal est sous la juridiction de l'assemblée législative, il pouvait lui-même être considéré comme une assemblée et donc être lié par l'article 4. Le conseil municipal serait plutôt une création de la législature.

## Sources
- (en) Cet article est partiellement ou en totalité issu de l’article de Wikipédia en anglais intitulé « Section Four of the Canadian Charter of Rights and Freedoms » (voir la liste des auteurs).